# A szent apostoloknak méltóságáról írott könyvecske
A szent apostoloknak méltóságáról írott könyvecske címet viseli egy késő középkori magyar kódex.

## Leírás
A 32 levélnyi (azaz 64 lapnyi) terjedelmű alkotás 19. századi kötése sötétzöld színűre pácolt, érdes felületűre barkázott kecskebőrre bevont tábla. A mai kötéstábla mérete 143×193 mm. A fóliók mérete 135×185 mm. Korábban, a bekötéskor mintegy 1 cm vastagságú terjedelemben levágta a kódex oldalaiból, ezért egyes helyeken a lap aljai őrszók és egy szavak hiányoznak, sérültek. A sehol sem körülhatárolt vagy bevonalazott írástükör mérete 104×160 mm. A bal oldali margó sorai mindig egyenesek. Az egy oldalon lévő sorok száma 19 és 24 között ingadozik. A szöveg megállapíthatóan egyetlen kéz írása. Mivel a címzetteket gyakran „nénéim”-nek szólítja, feltételezhető, hogy nő – esetleg domonkos-rendi apáca – másolta a kódexet. Az írásnak helyét nem, csak idejét, 1521-et jegyezte fel.
A kódexet először Volf György 1879-ben adta ki a művet a Nyelvemléktár VIII. kötetében. Ő volt, aki feltételezte, hogy a szerző a Margit-szigeten volt domonkos apáca. A 17. század elején a domonkos-rendi apácák a klarisszákra hagyták műveiket, ekkoriban köthették egybe a Könyvecskét a Cornides-, Bod-, Sándor-kódexxel, és a Példák Könyvével. A kolligátumot talán Winkler Mihály (1729–1810) pécsi kanonok vehette meg a klarisszáktól, és adományozhatta az Egyetemi Könyvtár részére. 1846–1848 között bontották vissza részeire.
A mű hivatalos rövidítése: ApMélt. Jelzete: Cod. Hung. XVI. Nro 5. 1521.
A kódex egy napjainkban már nem ismert – feltehetően kéziratos – latin nyelvű traktátus fordítása (gyakran használ latinizmusokat). A műben található az első rövid magyar fordításrészlet Lucanustól és Dante-tól. A mű használja a Szentírást, és egyéb tekintélyek (pl. Ferreri Szent Vince, Laurentius Justinianus) véleményét is gyakran idézi.